# Umberto Barberis
Umberto Barberis (* 5. června 1952, Sion, Švýcarsko) je bývalý švýcarský fotbalový záložník a reprezentant a pozdější fotbalový trenér. Ve své kariéře nasbíral celou řadu titulů.

## Klubová kariéra
- 1970–1975  FC Sion
- 1975–1976  Grasshopper Club Zürich
- 1976–1980  Servette Ženeva
- 1980–1983  AS Monaco
- 1983–1986  Servette Ženeva

## Reprezentační kariéra
Reprezentoval Švýcarsko.
Ve švýcarské reprezentaci debutoval 11. 5. 1976 v přátelském zápase v Basileji proti týmu Polska (výhra 2:1), v zápase vstřelil vítězný gól. Celkem odehrál v letech 1976–1985 za švýcarský národní tým 54 zápasů a vstřelil 7 gólů.